# Giacomo Antonio Ponsonelli

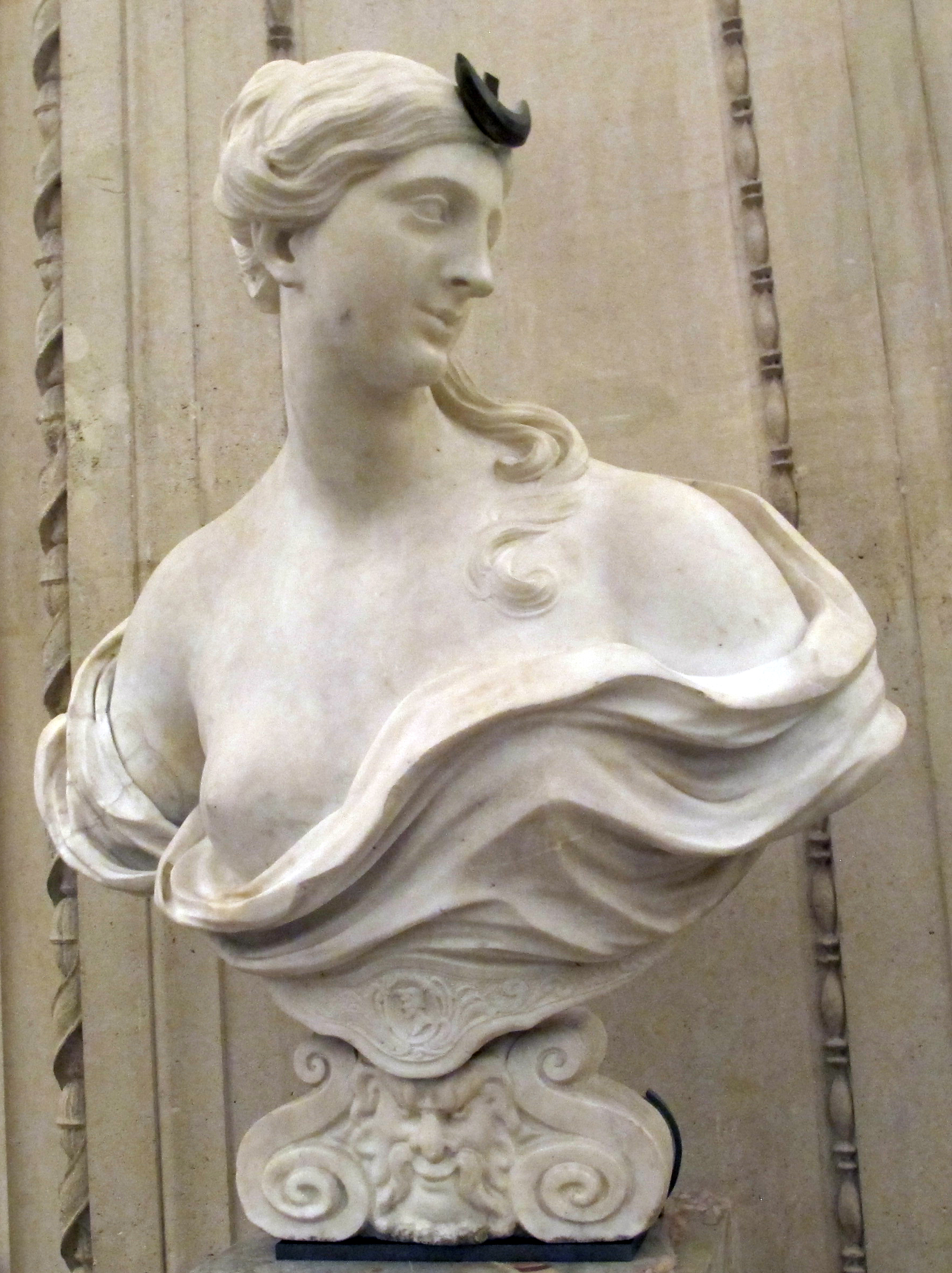
Busto di Diana (Museo del Louvre)

Giacomo Antonio Ponsonelli, (citato anche come Giacomo Antonio Ponzanelli o Jacopo Antonio Ponzanelli) (Carrara, 1654 – Genova, 1º novembre 1735), è stato uno scultore italiano del tardo periodo Barocco.

## Biografia
Nella città natale iniziò a lavorare con il padre, Giovanni Ponsonelli, scultore e decoratore, eseguendo i primi lavori in Liguria, a Finale Ligure e Savona. Nel 1680 sposò la figlia dello scultore Filippo Parodi, trasferendosi a Genova ed iniziando con il suocero una lunga collaborazione artistica. Specializzatosi principalmente nel campo nella ritrattistica, accompagnò il Parodi a Venezia e Padova, città nelle quali i due eseguirono molti lavori tra il 1685 e il 1697. In questo periodo la sua opera fu fortemente influenzata dallo stile del Parodi, e la sua stretta collaborazione con lui rende difficile individuare con certezza i contributi del Ponsonelli alle numerose opere realizzate in questo periodo. Dopo la morte del Parodi, nel 1702 gli subentrò nella conduzione dello studio che divenne molto prolifico di opere d'arte, alcune delle quali furono inviate anche a committenti in Spagna (Cadice e Valencia) e Portogallo. Per il palazzo di Vienna di Giovanni Adamo, principe del Liechtenstein scolpì una serie di figure mitologiche.
Quasi ottuagenario eseguì a Genova l'altare in marmo per la chiesa di Santa Maria delle Vigne, lavoro non del tutto ultimato alla sua morte (1735) e completato poi dal suo allievo Pasquale Bocciardo.

## Opere

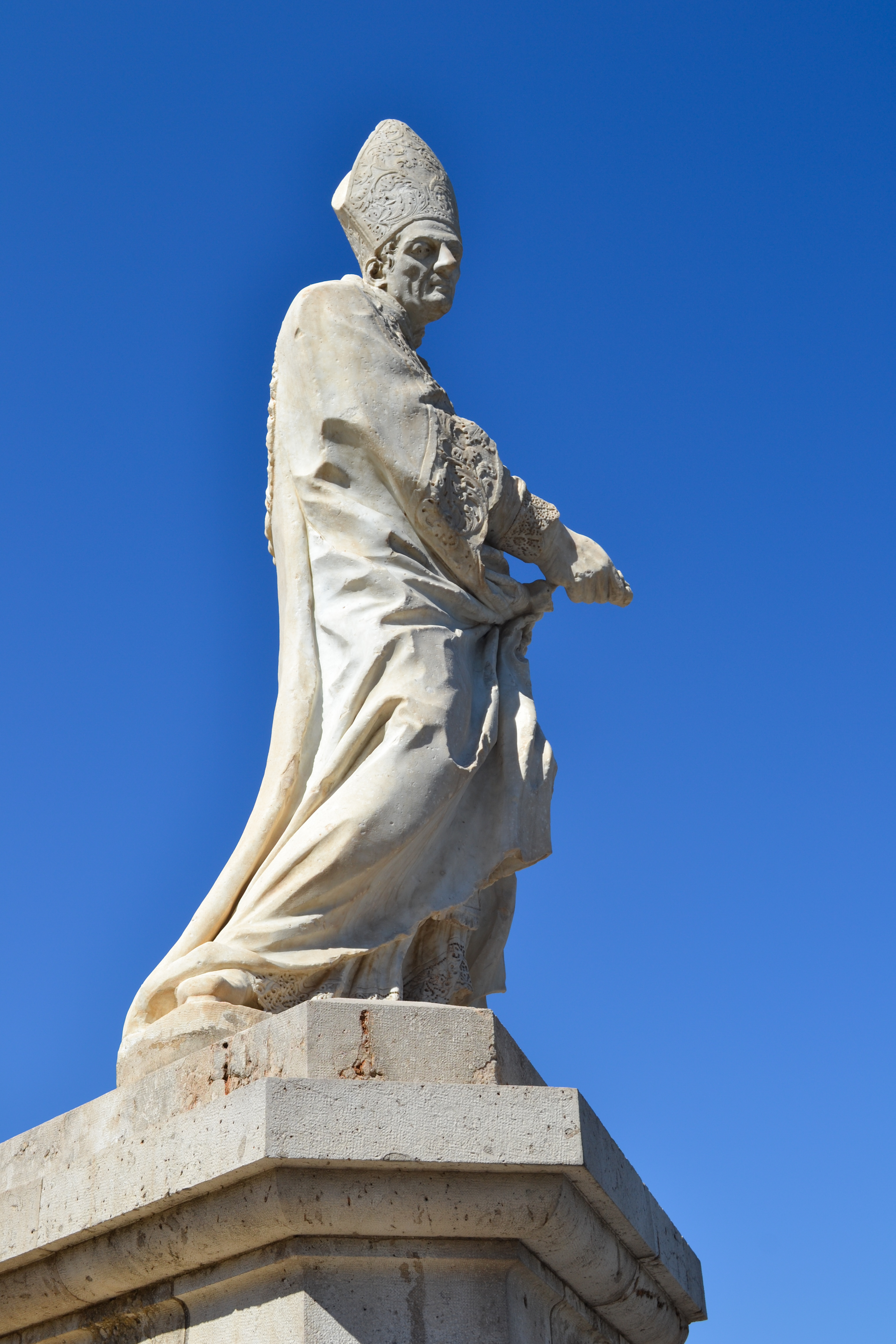
S. Tommaso da Villanova (1692-93), Valencia

Questo è un elenco, non esaustivo, della sua vasta produzione.
- Statue per il Monumento funebre del patriarca Francesco Morosini nella Chiesa di S. Nicolò, detta dei Tolentini (1678), Venezia
- Monumento funebre del vescovo di Savona Stefano Spinola (1683), Savona, Cattedrale di Nostra Signora Assunta.
- Ritratto di Marcantonio Grillo (1683), Genova, Albergo dei Poveri.[2]
- Maddalena, all'interno della Deposizione di Cristo di Filippo Parodi, avviata nel 1686 per l’altare di S. Giustina a Padova
- Ritratto del cardinale Stefano Durazzo (1677), Genova, Convento di S. Vincenzo de' Paoli.
- busti di Bacco e di Flora della villa Pisani di Stra
- Nostra Signora della Concordia, Chiesa di Nostra Signora della Concordia di Albisola Marina (1690)
- Vergine, Purezza e Umiltà (1692) per il coronamento dell’altar maggiore della Chiesa di San Filippo Neri (Genova).
- statue di santi per la chiesa di S. Domenico di Lisbona[1]
- statue dei Ss. Luigi Bertrando e Tommaso da Villanova (1692-93) per il ponte di San José a Valencia
- Gesù adolescente in cattedra, chiesa del Temple (València)
- Fontana del Tritone, la Venere e il Nettuno per i giardini all’italiana di don Antonio Pontons, canonico della cattedrale di Valencia
- Gruppo marmoreo delle Virtù teologali, (1690-1705); Genova, Cappella di S. Diego nella Basilica della Santissima Annunziata del Vastato.
- decorazione della cappella di Nostra Signora della Mercede nella Chiesa di Sant'Ambrogio (Voltri)
- Madonna del Rosario, Convento di San Domenico (Taggia)
- portale, firmato, per il palazzo di don Diego de Barrios, a Cadice
- statue dei Ss. Gavino, Proto e Gianuario, Basilica di San Gavino, San Proto e San Gianuario a Porto Torres (1704)
- Angelo della Fontana sul piazzale antistante il Santuario di Nostra Signora della Misericordia (Savona) (1708).
- Gruppo marmoreo della Madonna della Misericordia, Genova, Chiesa della Santissima Annunziata di Portoria.
- Statua di Santa Margherita d'Antiochia nella basilica di Santa Margherita, Santa Margherita Ligure.
- Statue raffiguranti La Vergine e L'Angelo dell'Annunciazione, Versailles, chiesa di Notre-Dame.
- Busto di Diana, Parigi, Museo del Louvre e Busto di Marte, castello di Vaduz (Liechtenstein), scolpiti per il principe Johann Adam Andreas di Liechtenstein
- Statua dell'Immacolata Concezione, Edimburgo, Scottish National Gallery.[3]
- Altare in marmo della chiesa di Santa Maria delle Vigne a Genova (1730), su disegno di Puget[4].

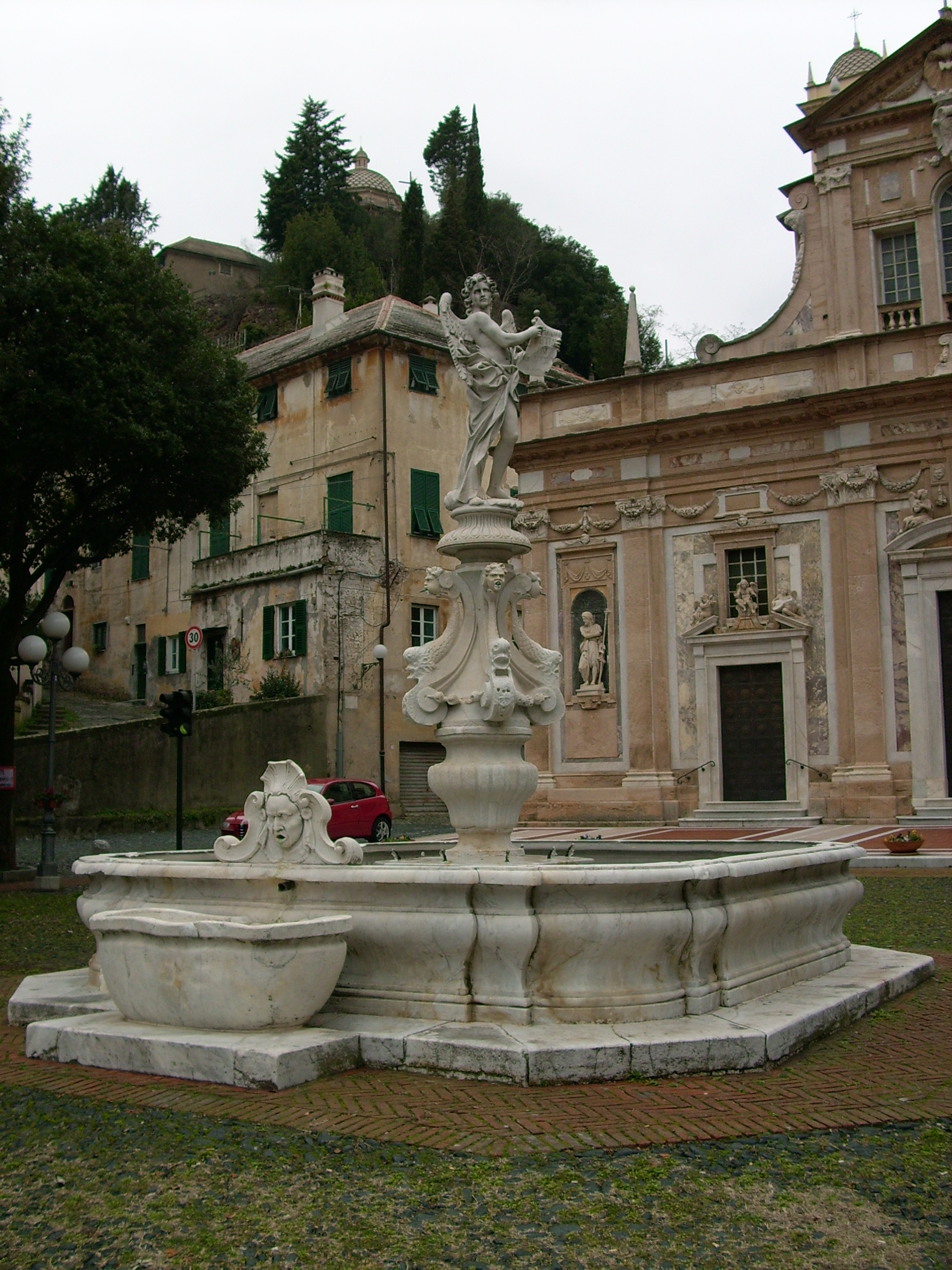
Fontana del santuario di Savona
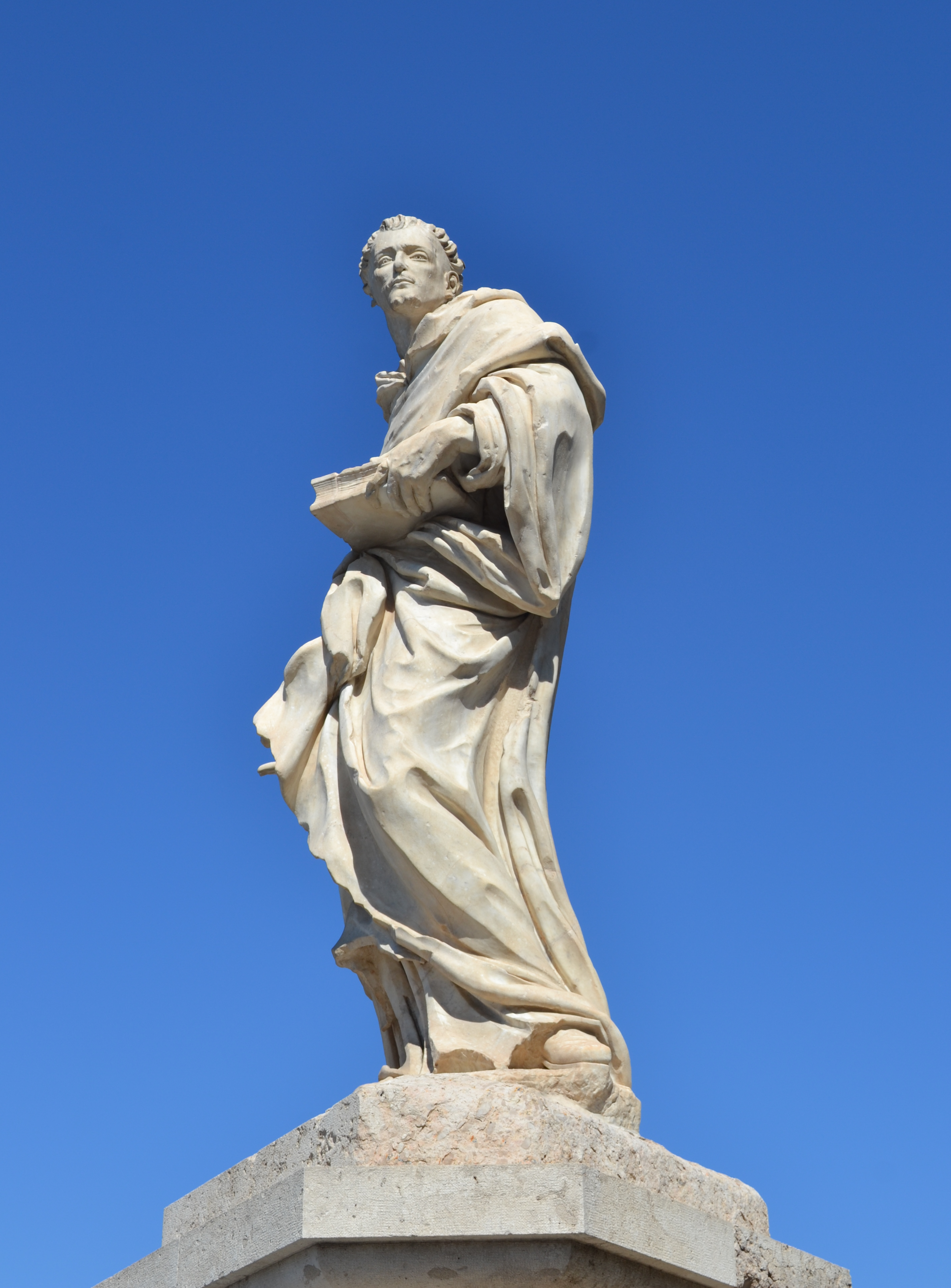
Ss. Luigi Bertrando (1692-93) ponte de la Trinitat a Valencia
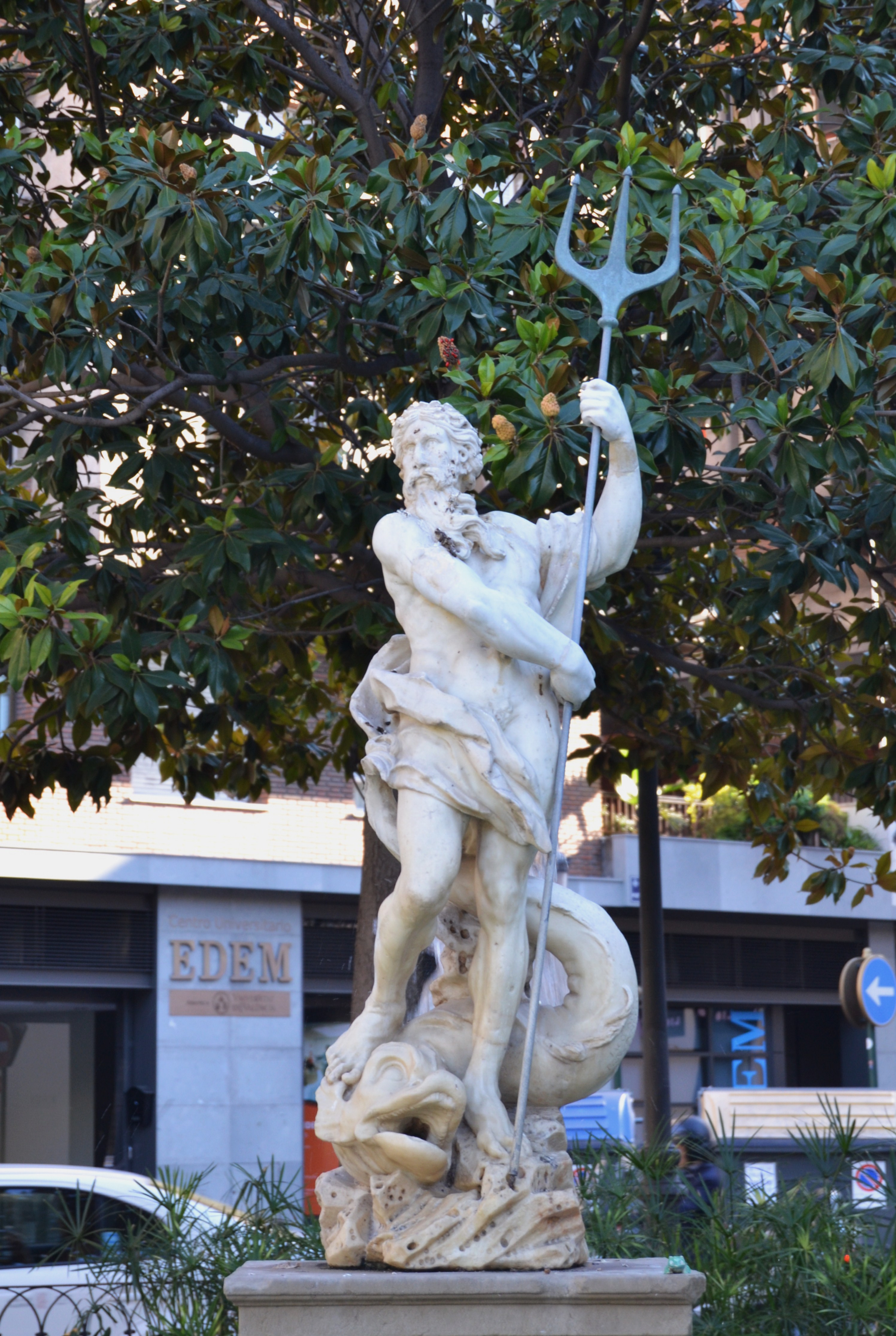
Fontana del Nettuno, Valencia
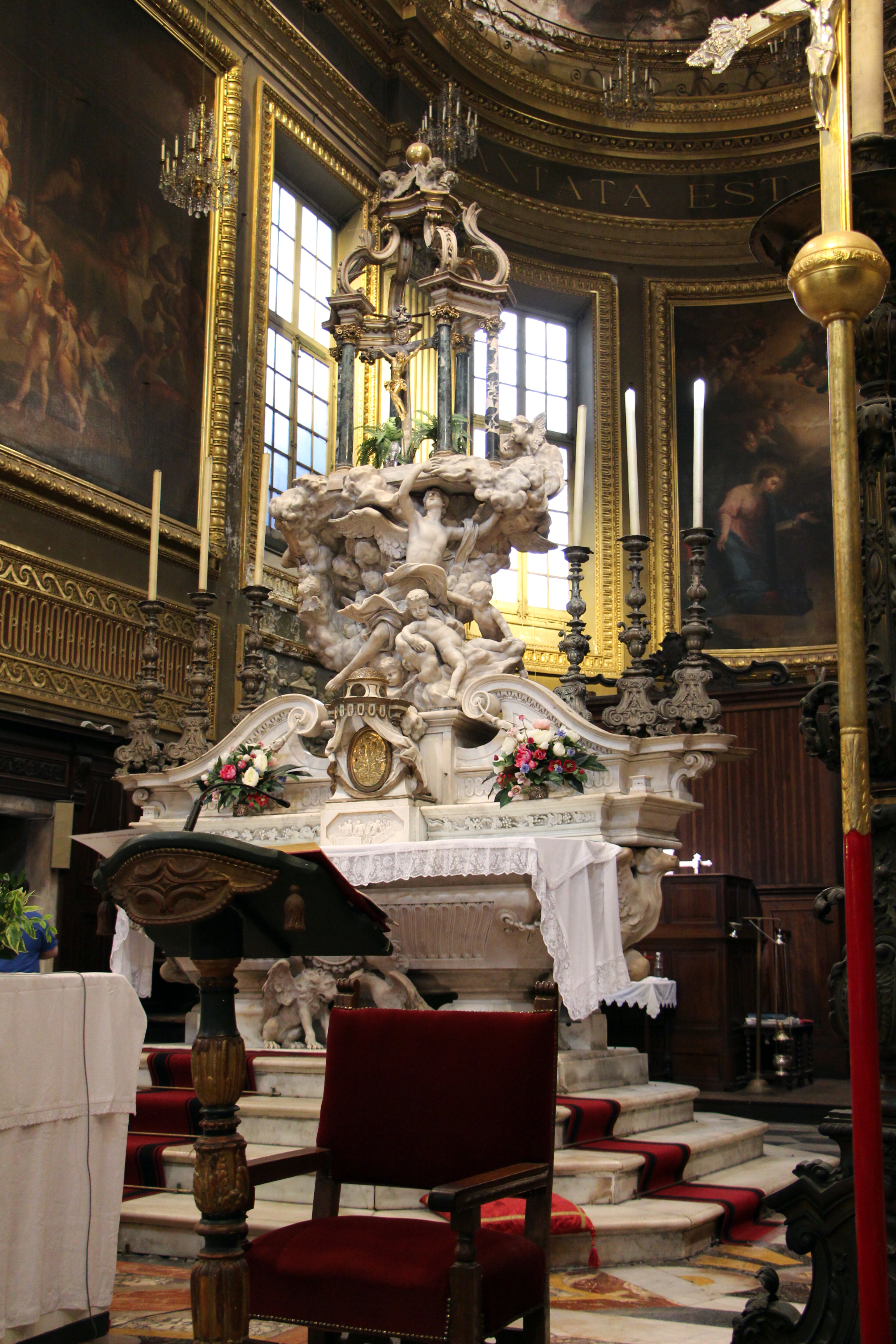
Altare maggiore della chiesa di Santa Maria delle Vigne a Genova (1730), su disegno di Pierre Puget.